# L'Usine (Genève)
Pour les articles homonymes, voir L'Usine.

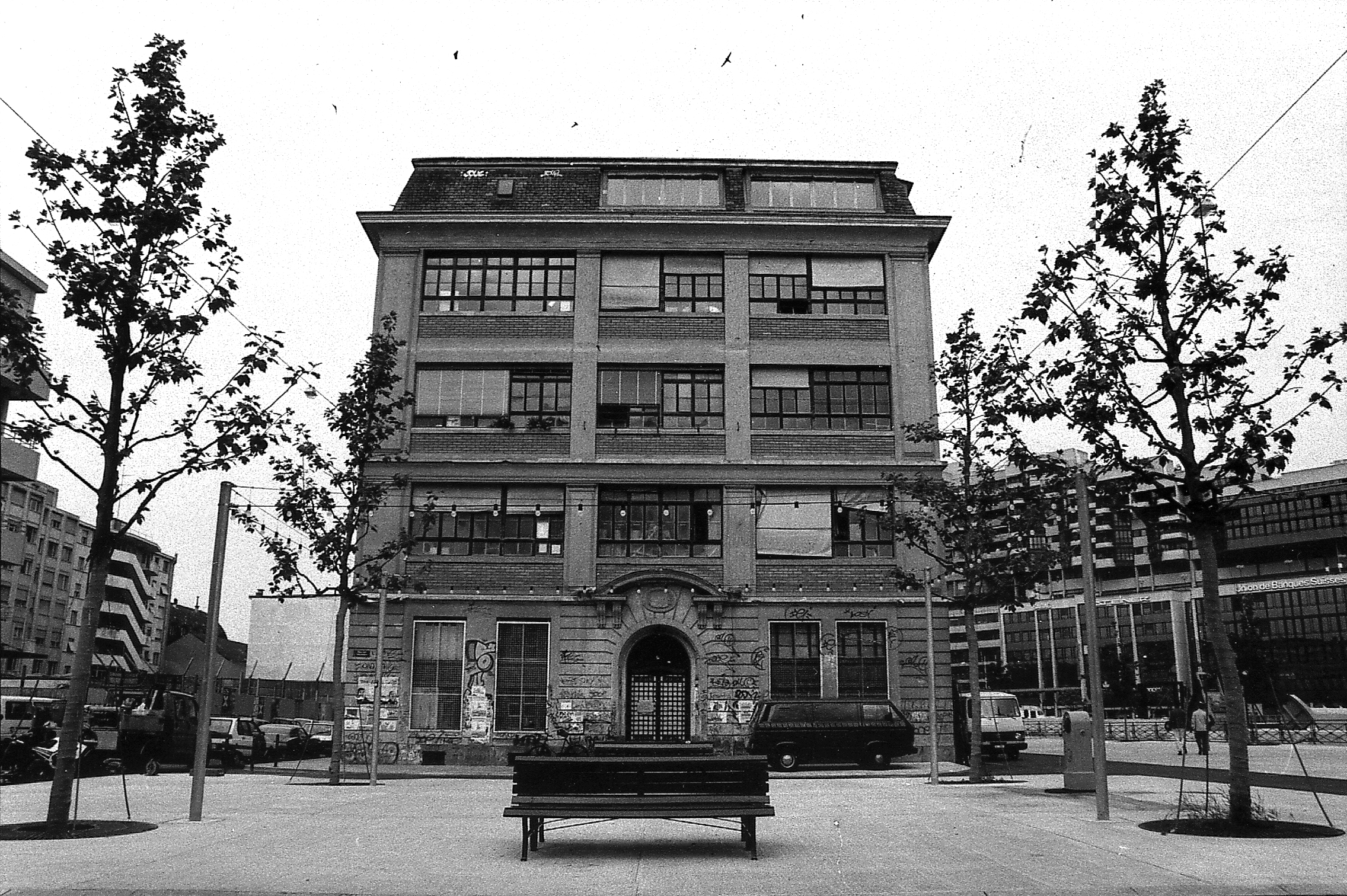
L'Usine vue depuis la place des Volontaires

L'Usine est un centre culturel alternatif et autogéré situé à Genève (Suisse).
C'est aussi une structure regroupant 18 collectifs et associations qui a établi son siège dans l'ancienne usine genevoise de dégrossissage d'or, un bâtiment localisé au bord du Rhône, à proximité immédiate du Bâtiment des Forces motrices, et attribué par la commune à l'association État d'Urgences en 1989. L'association revendique une éthique de vie et de travail fondée sur « l'autogestion, le plaisir et l'ouverture aux autres ». Sa programmation se caractérise par son caractère novateur, en marge du marché et de sa logique de profit.
L'aspect le plus visible de l'Usine est la programmation de spectacles, manifestations, fêtes, concerts et expositions dans les différents lieux qui la composent : salles de concert, boîtes de nuit, galeries artistiques, théâtre, cinéma et diverses succursales consacrées au développement d'activités créatives et récréatives.

## Activités

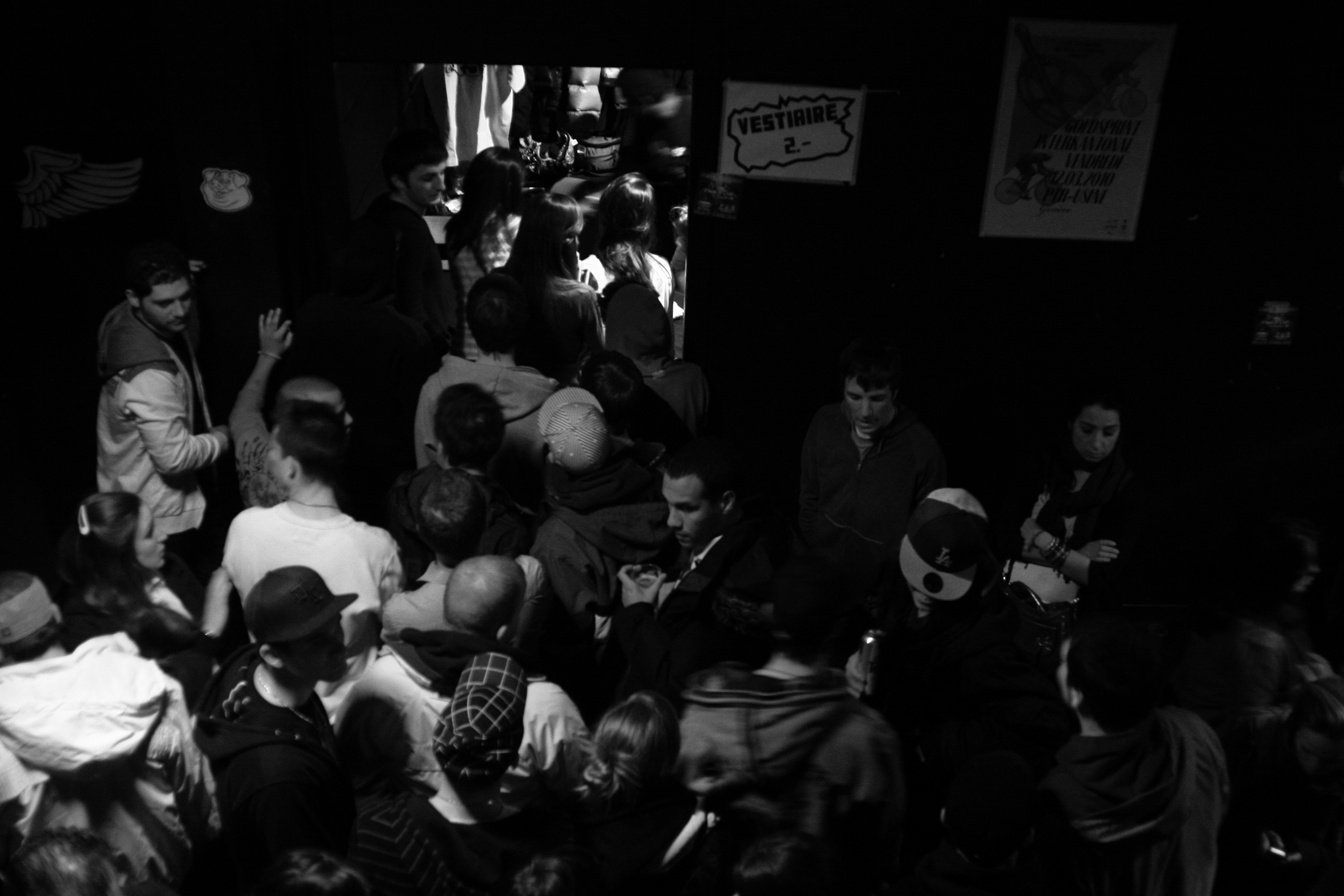
Le rez-de-chaussée de l'Usine (Kalvingrad + PTR)

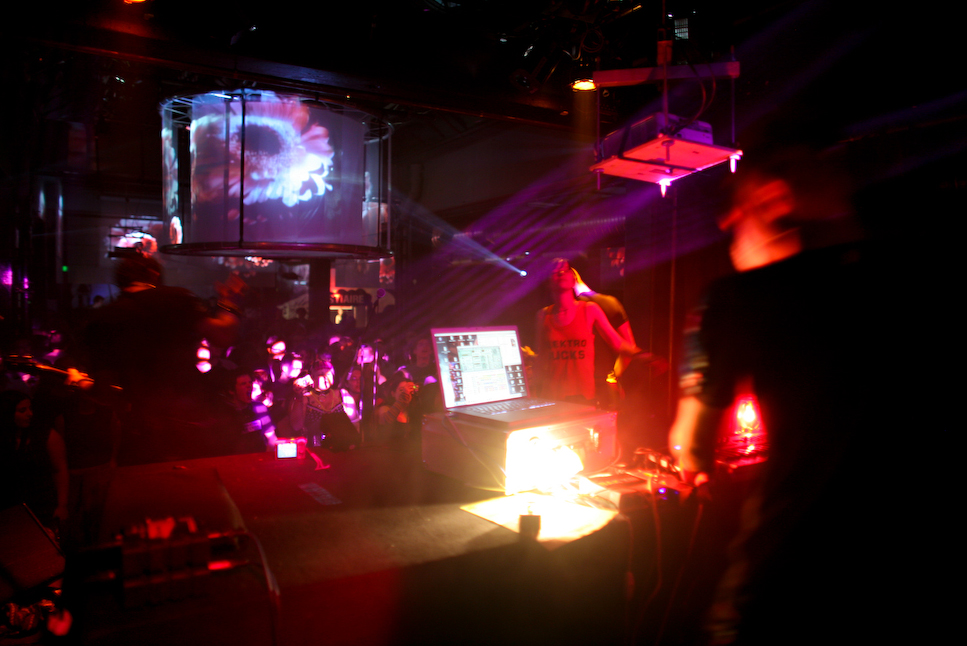
Le Zoo

PTR ainsi que Kalvingrad - deux associations cohabitant dans la même salle - œuvrent quant à eux depuis les années 1980 pour la promotion du rock à Genève. Dans cette optique, ils produisent  des concerts et aident financièrement et techniquement des artistes, essentiellement des groupes locaux ainsi que des associations poursuivant des buts culturels et musicaux. Le Zoo a pour vocation de représenter une palette large des tendances musicales électroniques et des cultures du DJing et du VJing.
Le cinéma Spoutnik regroupe pour sa part les amateurs d'images en tout genre et de perspectives cinématographiques élargies. Le Théâtre de l'Usine propose des productions indépendantes avec un accent porté sur la danse contemporaine et les performances en tout genre. Forde, l'espace d'art contemporain, a pour vocation d'exposer des artistes en dehors de toute contrainte institutionnelle ou commerciale, ceci en établissant une programmation indépendante de toute autre structure existante.
Au premier étage, on retrouve le bar, La Makhno, qui est tenu par la toute jeune association du même nom. Elle propose une programmation riche et diversifiée. En mettant l'accent sur l'engagement politique des artistes qu'elle programme. Petite mais néanmoins importante scène du rap militant, du Dub, rock et du punk, elle propose un espace aux artistes émergents de la région et d'ailleurs. Elle propose aussi des projections, cafés politiques et autres expositions.
Le lieu tient sa réputation de l'ancienne association qui tenait le bar, Le Moloko. Haut-lieu de la culture punk où l'on pouvait trouver une ambiance alternative où tous les codes habituellement d'usages en société étaient abolis. La caractéristique underground du Moloko représentait un milieu alternatif riche, ou toute une communauté en marge de la société se retrouvait, prônant l'autogestion, l'anticonformisme et le détachement d'un fonctionnement capitaliste, en rendant accessibles les divers concerts et spectacles, boissons et nourriture en proposant des petits prix. Le Moloko était intrinsèquement lié à Artamis et au Rhino, deux grands lieux de squat et de culture alternative Genevoise des années 80 jusqu'en 2007 date de leur fermeture définitive. Ces lieux étaient des pôles du mouvement punk et anarchiste de la ville de Genève. Bien que la Makhno ait repris ce lieu emblématique, l'idéologie qui l'imprégnait a changé avec son époque.
Enfin, l'Usine abrite une multitude d'ateliers et d'espaces de création. On y trouve le Studio des Forces Motrices, le Studio Coffre-fort, le label Noise Product, Crache-papier (atelier de sérigraphie), Archi-couture (atelier de couture et d'architecture), Compost grafizm, le Cheveu sur la soupe (salon de coiffure), Azzuro matto (studio photo), Urgence disk (label qui gère également un magasin de disques), Reklam (atelier d'impression), Radio usine sans oublier des locaux de répétition.
L'Usine privilégie les interactions entre les différentes entités présentes au sein de son bâtiment, par exemple en constituant des chaînes de production pour la musique (locaux de répétition, studios d'enregistrement, label, lieux de concerts) ou en organisant des événements dans plusieurs espaces simultanément.

## Fonctionnement
L'association État d'Urgences fut fondée en 1985 par Frédérique Bouthéon, Virginie Keller, Paul Oberson et Nicolas Wadimoff, rapidement rejoint par d'autres. Elle change de nom en 1998 pour L'Usine. C'est une association à but non lucratif qui fédère les différents groupes de programmation et les ateliers, tous constitués en associations autonomes. Elle fonctionne selon les principes de l'autogestion : il n'y a aucune délégation permanente du pouvoir décisionnel ; chaque membre ou personne active dans le lieu peut participer également à la prise de décision lors de la réunion de gestion hebdomadaire. Celle-ci tente d'harmoniser les activités, programme des événements multidisciplinaires, assure les grandes lignes de la gestion de l'établissement et traite les affaires extérieures concernant la globalité du lieu. Si chaque groupe possède son fonctionnement propre, certaines idées et pratiques sont partagées par tous : rejet du profit comme seul but des activités, de toute forme de concurrence ou de hiérarchie entre les individus ainsi qu'entre les disciplines.
Les salariés qui travaillent dans les différentes associations sont engagés pour un travail à mi-temps mais tous offrent beaucoup plus de leur temps à l'Usine de manière bénévole. De plus, les rôles ne sont pas figés et la polyvalence est de mise.
Les sources de financement des groupes de programmation sont constituées par les débits de boissons, les billetteries des spectacles et des soirées, et les cotisations de leurs membres (certaines manifestations peuvent recevoir des subventions exceptionnelles). Le sponsoring est exclu, l'Usine se refusant à relayer des intérêts commerciaux ou à promouvoir de la marchandise. Les locaux de l'usine ne se louent pas. En revanche, l'appel de certains groupes à des fonds publics pour fonctionner est accepté, tant qu'ils restent entièrement libres de leur programmation : la galerie Forde, le cinéma Spoutnik et le Théâtre se partagent ainsi une subvention annuelle de la ville de Genève d'environ 300 000 francs suisses, PTR recevant pour sa part 250 000 francs. Les programmateurs et les permanents salariés sont rémunérés sur la base d'un tarif mensuel qui varie autour de 2500 francs par mois. La plupart des groupes bénéficient également de l'engagement de nombreux bénévoles.

## Engagement public
Après l'évacuation des squats de la Tour, de RHINO (Bistrok et Cave 12) et de l'Arquebuse, ainsi que la fermeture d'Artamis et du Goulet, l'Usine a été le moteur d'un regroupement d'associations, l'Union des espaces culturels autogérés, (UECA) qui regroupe une vingtaine d'associations et milite pour trouver de nouveaux espaces et maintenir une diversité des acteurs et des formes d'expressions culturelles à Genève,.
Par ailleurs, à la suite de la fermeture de ces différents centres alternatifs, les derniers espaces de ce type à Genève, que ce soit l'Usine ou l'Îlot 13, se retrouvent régulièrement saturés par un public trop nombreux et des sollicitations de musiciens auxquelles il n'est pas possible de répondre. L'institution fait également l'objet de critiques concernant les nuisances sonores engendrées, malgré les efforts de l'Usine dans les deux salles de concert.

## Controverses
En 2019, le conseiller d'état chargé de la sécurité Maura Poggia accuse l'Usine de complicité avec les trafiquants de drogue du quartier où se situe l'Usine. Il déclare que «des portes de traverse restent ouvertes et permettent aux dealers de se réfugier dans l'établissement» jugeant ainsi que certains membre de l'Usine protègent les dealers.Un rapport de la police genevoise a clairement établi que les trafiquants opérant près de l'Usine profitent de manière systématique d'une porte latérale du centre alternatif. Cette porte leur permet de se réfugier à l'intérieur du bâtiment, échappant ainsi aux contrôles et aux interventions des forces de l'ordre.Une pétition contre le deal de rue dans le quartier de la Coulouvrenière réunissant un demi-millier de signatures avait été déposée par les habitants du quartier auprès de la Chancellerie d'État.